# スプリンパン まえへすすもう!
『スプリンパン まえへすすもう!』（Spring-Pan Let's GO!）は、CGCGスタジオHD制作の日本の短編CGアニメーション。

## 概要
2017年6月15日-16日にフランス オート＝サヴォワ県アヌシーで開催のアヌシー国際アニメーション映画祭併設アニメーション見本市『Mifa（Marché international du film d'animation）』に出展されたフルCG短編アニメーション。東京都のアニメーションビジネス海外進出支援事業『MIFA2017出展支援プログラム』を受けCGCGスタジオHD株式会社が約9分のモーションキャプチャー活用の3DCGを製作。
2018年2月24日・25日開催の『第1回 VTuberハッカソン』では「バイオリンを演奏するスプリンパン♪」、「誕生！VTuberなスプリンパン♪」を発表しXenoma賞を受賞。Xenoma社のモーションキャプチャーシステム『e-skin』を使い、実際にセンサー付きのバイオリンを演奏することで画面のキャラが同期してリアルタイムでバイオリンを演奏している。
出展後も製作は続けられ、2020年7月31日には『人体のサバイバル!』、『がんばれいわ!!ロボコン ウララ〜!恋する汁なしタンタンメン!!の巻』との同時上映映画として国内劇場公開。MX4D版も上映。
ミュージカルアニメで「前へ進もうという前向きな気持ち」がテーマ。キャストや振り付け全8人のうち4人は劇団四季の出身者がキャスティングされている。

## 登場人物
スプリンパン
声・歌 - のだこころ
舞踏・パフォーマンス - 井上花菜
ピーターパンに憧れる12歳の少女。
山どん（やまどん）
声・歌 - 吉田純也
アイリッシュダンス・演技 - 村松慎也
バレエ・演技 - 皆川知宏
山の精。
スノミーメイ
声・歌 - 谷内愛
バレエ・演技 - 岡田亜弓
リンゴリーダー
声・歌 - 谷内愛
リンゴの王子。
お母さん
声・歌 - 谷内愛

## スタッフ
- 監督・脚本（詩）・カメラワーク・編集・音楽監督 - 井上ジェット[6]
- 音楽 - 戸田有里子
- コレオグラフィー協力 - 斉藤美絵子
- キャラクターデザイン原案 - felt、井上ジェット、他
- ルックデベロップメント - 日下部実
- アニメーション制作 - CGCGスタジオ
- 企画・製作 - CGCGスタジオHD